# Ataenius insolitus
Ataenius insolitus är en skalbaggsart som beskrevs av Schmidt 1909. Ataenius insolitus ingår i släktet Ataenius och familjen Aphodiidae. Inga underarter finns listade.